# Yohanes Rendy Sugiarto
Yohanes Rendy Sugiarto (* 16. August 1991 in Sleman) ist ein indonesischer Badmintonspieler. 

## Karriere
Yohanes Rendy Sugiarto gewann 2007 Gold bei der Junioren-Asienmeisterschaft. 2010 wurde er Neunter bei der Hong Kong Super Series. Bei der India Super Series 2011 wurde er Fünfter ebenso wie bei der Malaysia Super Series des gleichen Jahres. In der indonesischen Superliga belegte er Platz drei mit dem Team von PB Djarum.

## Sportliche Erfolge
| Saison | Veranstaltung                   | Disziplin    | Platz | Name                                         |
| ------ | ------------------------------- | ------------ | ----- | -------------------------------------------- |
| 2007   | Junioren-Asienmeisterschaft     | Herrendoppel | 1     | Yohanes Rendy Sugiarto / Angga Pratama       |
| 2009   | Hong Kong Super Series          | Herrendoppel | 9     | Afiat Yuris Wirawan / Yohanes Rendy Sugiarto |
| 2011   | Malaysia Super Series           | Herrendoppel | 5     | Afiat Yuris Wirawan / Yohanes Rendy Sugiarto |
| 2011   | India Super Series              | Herrendoppel | 5     | Afiat Yuris Wirawan / Yohanes Rendy Sugiarto |
| 2011   | Indonesische Superliga          | Team         | 3     | PB Djarum                                    |
| 2011   | Universiade                     | Herrendoppel | 3     | Afiat Yuris Wirawan / Rendy Sugiarto         |
| 2011   | Universiade                     | Team         | 1     | Indonesien                                   |
| 2014   | Bahrain International Challenge | Herrendoppel | 1     | Afiat Yuris Wirawan / Rendy Sugiarto         |